# 金趙光秀
金趙光秀（キム・ジョグァンス、朝鮮語：김조광수、1965年3月26日 - ）は、大韓民国の学生運動家、映画監督であり、同性愛者（ゲイ）のLGBT人権活動家である。キリスト教徒で、天主教洗礼名はペトロである。映画監督、演出活動のほか全大協の学生運動家の活動をしており、ゲイ、トランスジェンダーなど男性の同性愛者人権団体親旧の間でも活動した。

## 生涯
ソウル城北区で生まれ、本名は金光秀であった。ソウル江北で成長し、松川小学校と新日中学校を経て高麗高等学校を卒業した。高校の在学中の読書討論会を主導した。1983年漢陽大学演劇映画科に入学、大学在学中に学生運動家として活動した。1985年大学在学中、デモ現場で逮捕された。
1989年漢陽大学人文学部学生会長になって全大協の幹部として活動した。1994年映画製作所青年にいながら映画の撮影、演出を始めた。1997年青年フィルムを設立し、『ハッピーエンド』、『ワニとジュナ』、『嫉妬は私の力』、『後悔なんてしない』、『オールドミスダイアリー』、『二度の結婚式と一度の葬式』『京城学校 消えた少女たち』などの映画を撮影した。 1994年同性愛者人権団体の親旧の間（친구사이）を組織した。
2000年に家族に同性愛者（ゲイ）であることを告白し、2006年に公にカミングアウトをした。 2007年8月には、シム・ヒョンレの映画『D-War』の議論に参加した。2012年10月、レインボーファクトリー（레인보우팩토리）を設立した。
2013年9月7日、男性同性愛者金承煥と公開結婚式をした。

## 参考資料
- 커밍아웃 영화감독 김조광수 부산일보 2012.07.04 （朝鮮語）
- 김조광수 "난 천주교 신자, 종교계도 동성애 받아들여야" （朝鮮語）
- 정치바람 타는 영화계 （朝鮮語）